# Госьцино
Госьцино (пол. Gościno)  —  город  в Польше, входит в Западно-Поморское воеводство,  Каменьский повят. Имеет статус городско-сельской гмины. Занимает площадь 5,7 км². Население 2430 человек (на 2004 год). Получил статус города 1 января 2011 года.
1. 1 2  https://www.worlddata.info/europe/poland/timezones.php